# Robert Indiana
Robert Indiana, właściwie Robert Clark (ur. 13 września 1928, zm. 19 maja 2018) – amerykański artysta, jeden z głównych przedstawicieli nurtu pop-art w sztuce.

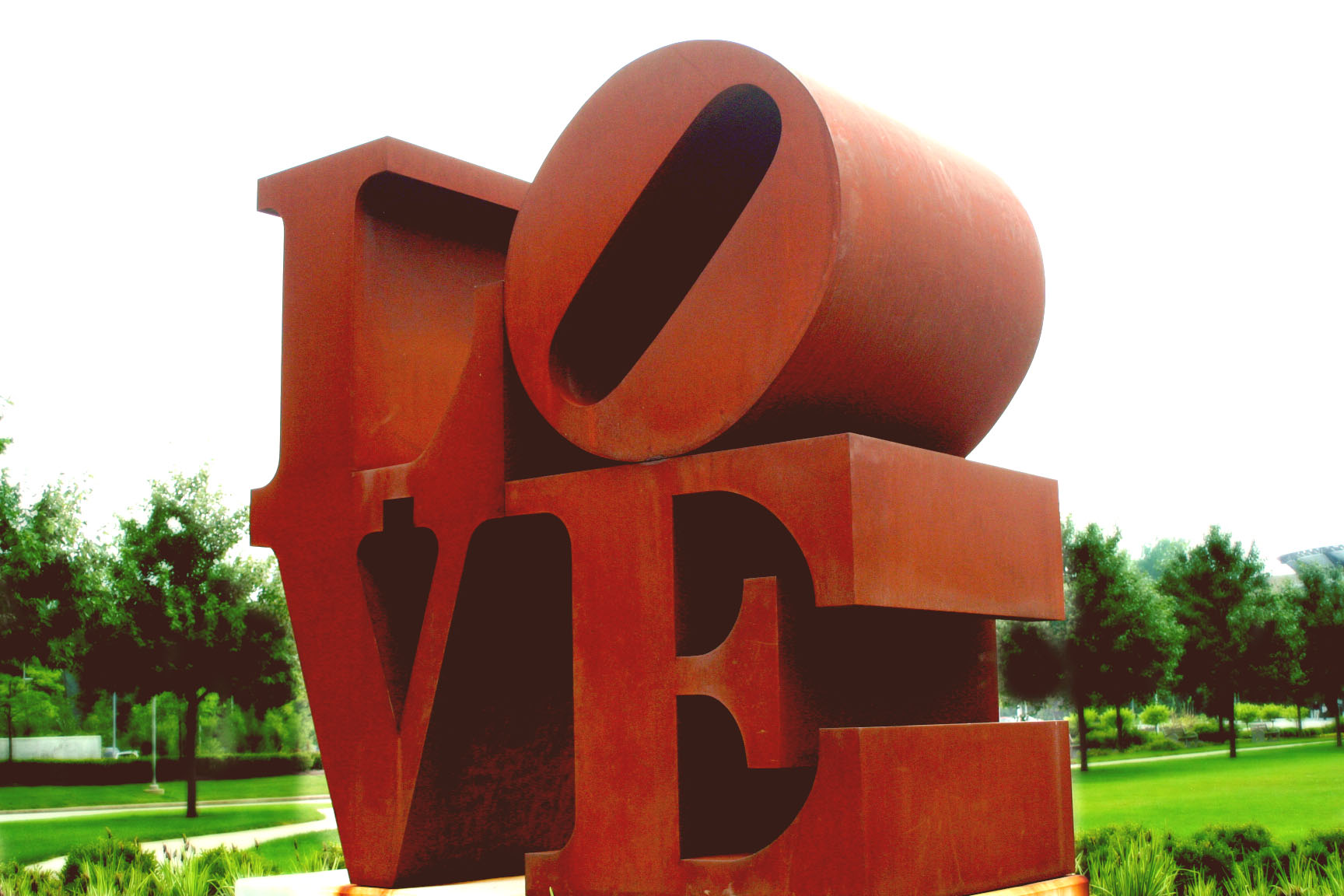
Rzeźba Love przed Indianapolis Museum of Art

Jego najbardziej znanym dziełem jest rzeźba Love, której projekt powstał w 1964. Realizacja pierwszej rzeźby miała miejsce w 1970. Charakterystyczny napis stał się jednym z symboli powojennej amerykańskiej sztuki
Pierwsza retrospektywa artysty w Nowym Jorku zatytułowana Robert Indiana: Beyond LOVE odbyła się w Whitney Museum of American Art w 2013.
Indiana zmarł w swoim domu 19 maja 2018.